# Pottia maritima
Pottia maritima là một loài rêu trong họ Pottiaceae. Loài này được (R. Br. bis) Broth. mô tả khoa học đầu tiên năm 1902.